# Hippolyte Lejeune de Bellecour
Pour les articles homonymes, voir Lejeune et Bellecour.
Hippolyte Lejeune de Bellecour (Pithiviers (Orléanais), 5 mars 1779 – Château de Bellecour (Pithiviers, Loiret), 23 juillet 1863), est un homme politique français du XIXe siècle.

## Biographie
Négociant-commissionnaire en laines et safrans à Bellecour, Hippolyte Lejeune fut élu, le 4 novembre 1837, député du 1er collège du Loiret (Pithiviers), par 217 voix (433 votants, 492 inscrits), contre 207 à M. de La Rochefoucauld.
M. Lejeune s'était présenté aux électeurs comme candidat d'opposition et avait promis de voter pour la réforme électorale et pour l'abrogation des lois de septembre 1835. Mais, une fois élu, il se rangea parmi les ministériels. Il fit destituer le sous-préfet de Pithiviers qui avait cherché à empêcher son élection et vota à la Chambre des députés avec le parti de la cour.
Aussi échoua-t-il au renouvellement du 2 mars 1839, avec 201 voix contre 267 à l'élu. M. de Loynes. Cette élection ayant été annulée, M. Lejeune se représenta aux électeurs, le 13 mai suivant, mais il ne fut pas plus heureux, avec 96 voix contre 240 à M. de Loynes, élu, et 57 à M. Dumesnil. Une dernière tentative aux élections générales du 9 juillet 1842 ne lui donna encore que 99 voix contre 311 à l'élu, M. de Loynes, député sortant.
Lejeune, qui avait hérité en 1812 la propriété de son père, obtint, sous la Restauration française, l'autorisation d'adjoindre le titre de Bellecour à son nom.
Il est représenté sur l'un des vitraux de l'église Saint-Salomon de Pithiviers dont il est le donateur.